# Noor Mahal
Noor Mahal é uma cidade no distrito de Jalandhar, no estado indiano de Punjab.

## Demografia
Segundo o censo de 2001, Noor Mahal tinha uma população de 12 630 habitantes. Os indivíduos do sexo masculino constituem 53% da população e os do sexo feminino 47%. Noor Mahal tem uma taxa de literacia de 71%, superior à média nacional de 59.5%: a literacia no sexo masculino é de 73% e no sexo feminino é de 68%. Em Noor Mahal, 13% da população está abaixo dos 6 anos de idade.